# Tyler Tucker
Tyler Tucker, född 1 mars 2000, är en kanadensisk professionell ishockeyback som är kontrakterad till St. Louis Blues i National Hockey League (NHL) och spelar för Springfield Thunderbirds i American Hockey League (AHL).
Han har tidigare spelat för San Antonio Rampage och Utica Comets i AHL och Barrie Colts och Flint Firebirds i Ontario Hockey League i (OHL).
Tucker draftades av St. Louis Blues i sjunde rundan i 2018 års draft som 200:e spelare totalt.

## Statistik
| 2015–2016  | Toronto Titans           | GTHL       | 39  | 6  | 12  | 18  | —   | —  | — | — | — | —  |
|            | Newmarket Hurricanes     | OJHL       | 2   | 0  | 0   | 0   | 2   | 2  | 0 | 0 | 0 | 0  |
| 2016–2017  | Barrie Colts             | OHL        | 62  | 1  | 13  | 14  | 51  | —  | — | — | — | —  |
| 2017–2018  | Barrie Colts             | OHL        | 59  | 3  | 20  | 23  | 87  | 12 | 3 | 3 | 6 | 10 |
| 2018–2019  | Barrie Colts             | OHL        | 68  | 14 | 45  | 59  | 105 | —  | — | — | — | —  |
|            | San Antonio Rampage      | AHL        | 2   | 0  | 0   | 0   | 0   | —  | — | — | — | —  |
| 2019–2020  | Barrie Colts             | OHL        | 28  | 8  | 21  | 29  | 43  | —  | — | — | — | —  |
|            | Flint Firebirds          | OHL        | 27  | 9  | 18  | 27  | 44  | —  | — | — | — | —  |
| 2020–2021  | Utica Comets             | AHL        | 27  | 1  | 6   | 7   | 34  | —  | — | — | — | —  |
| 2021–2022  | Springfield Thunderbirds | AHL        | 72  | 3  | 15  | 18  | 114 | 18 | 1 | 1 | 2 | 20 |
| 2022–2023  | St. Louis Blues          | NHL        | 1   | 0  | 0   | 0   | 0   | —  | — | — | — | —  |
|            | Springfield Thunderbirds | AHL        | 11  | 1  | 6   | 7   | 13  | —  | — | — | — | —  |
| NHL totalt | NHL totalt               | NHL totalt | 1   | 0  | 0   | 0   | 0   | —  | — | — | — | —  |
| AHL totalt | AHL totalt               | AHL totalt | 112 | 5  | 27  | 32  | 161 | 18 | 1 | 1 | 2 | 20 |
| OHL totalt | OHL totalt               | OHL totalt | 244 | 35 | 117 | 152 | 330 | 12 | 3 | 3 | 6 | 10 |